# IMA (azienda)
IMA S.p.A., abbreviazione di I.M.A. Industria Macchine Automatiche, è una società italiana, a capo del Gruppo IMA, con sede a Ozzano dell'Emilia. Fondata nel 1961 da Andrea Romagnoli e acquisita nel 1963 da Marco e Alberto Vacchi (padre e figlio), è tra le principali aziende internazionali specializzate nel processo di confezionamento di: prodotti farmaceutici, prodotti alimentari, cosmetici, tabacco, tè e caffè. Ha un fatturato annuo di circa 1,6 miliardi di euro. Alberto Vacchi ne è il presidente e amministratore delegato esecutivo.
IMA S.p.A. è stata quotata alla Borsa di Milano dal 1995 al 2021.

## Storia
I.M.A. Industria Macchine Automatiche è stata fondata nel 1961 da Andrea Romagnoli e Renato Taino, a Ozzano dell'Emilia  (Bologna). La prima macchina fu progettata dall'azienda negli anni '60 per confezionare prodotti in polvere in buste di carta.
Nel 1963 la famiglia Vacchi acquistò il 52% delle quote aziendali e nello stesso periodo IMA lanciò la produzione di macchine automatiche per il confezionamento del tè in filtro, di cui oggi è leader mondiale.
Nel decennio successivo IMA avviò un nuovo settore di produzione nell'ambito farmaceutico, lanciando una macchina per il confezionamento dei blister.
Gli anni '80 segnarono l'ingresso di IMA nel mercato internazionale: furono fondate diverse filiali in Gran Bretagna, Francia, Germania, Stati Uniti d'America e Austria. Dal 1982 al 1988, inoltre, l'azienda ha acquisito diverse aziende del settore farmaceutico: CMS, Zanasi, Farmatic, Farmomac, PM System e Cestind.
Negli anni '90 l'azienda ha avviato la produzione e la commercializzare di macchine blisteratrici in Giappone e si è espansa in Cina, aprendo una sede a Pechino. Nel 1995 viene quotata in Borsa, divenendo Società per Azioni.
Nel 2001 il titolo IMA è entrato a far parte del segmento S.T.A.R. (Segmento Titoli ad Alti Requisiti) della Borsa Valori di Milano e per tutto il decennio vengono portate avanti acquisizioni a livello internazionale, con una conseguente crescita della gamma produttiva.
Il 28 gennaio 2021 è terminata la procedura di delistaggio, ovvero di ritiro della società dalla quotazione. La famiglia Vacchi ha creato una società che ha lanciato una OPA sul tutte le azioni proprio allo scopo di ritirare la società dalla Borsa e di usare i fondi provenienti dal cosiddetto private equity (grandi investitori privati). Il nuovo investitore annunciato è il fondo BC Partners . 
Il 31 luglio 2023, BDT & MSD Partners è entrata nel capitale di IMA Group, acquisendo una partecipazione del 45% attraverso fondi affiliati e subentrando a BC Partners come socio di minoranza. L’operazione ha valorizzato il gruppo bolognese circa 6.5 miliardi di euro.
Nel corso degli anni successivi sono stati annunciati nuovi investitori .

## Il gruppo
Il Gruppo conta circa 6000 dipendenti, di cui oltre 2 800 all'estero, e si avvale di 45 stabilimenti di produzione tra Italia, Germania, Francia, Svizzera, Spagna, Regno Unito, Stati Uniti, India, Malesia, Cina e Argentina. IMA ha un'ampia rete commerciale, che consiste di 29 filiali con servizi di vendita e assistenza in Italia, Francia, Svizzera, Regno Unito, Germania, Austria, Spagna, Polonia, Israele, Russia, Stati Uniti, India, Cina, Malesia, Thailandia e Brasile, uffici di rappresentanza nei paesi dell'Europa centro-orientale e più di 50 agenzie che coprono in totale circa 80 paesi.
Inoltre, nel 2019, ha fatturato 1.595,5 milioni di euro di cui circa il 90% fuori dall'Italia.
Il Gruppo IMA impiega oltre 700 progettisti nel settore innovazione di prodotto ed è titolare di 1 600 brevetti e domande di brevetto nel mondo.
Nel 2016 ha vinto il Premio Leonardo Qualità.
Il 31 ottobre 2019 IMA ha incorporato per fusione la controllata Gima TT S.p.A. che aveva sede in Ozzano dell’Emilia (Bologna) e che produceva macchine automatiche per il confezionamento nel settore del tabacco ed era quotata alla Borsa Italiana, con il concambio di 11,4 azioni IMA per ogni azione dell'incorporata.

### Società partecipate

#### Società industriali e di servizi
- IMA BFB, con sede in Via Romagnoli 2 a Bentivoglio. Posseduta al 100% da IMA, produce macchine cellofanatrici, case-packers, palletizzatori offrendo un'ampia gamma di macchine e soluzioni per il fine linea.
- Co.ma.di.s. S.p.A.,  con sede in Senago (MI), posseduta da IMA S.p.A. al 100%, produce macchine intubettatrici per il mercato farmaceutico e cosmetico.
- Revisioni Industriali S.r.l., con sede a Ozzano dell’Emilia (Bologna), indirettamente posseduta al 100% tramite Corazza S.p.A., opera nella vendita di macchine automatiche usate, previo loro ripristino e rigenerazione.
- IMA Automation S.p.A., con sede a Zola Predosa (Bologna), posseduta da IMA S.p.A. al 100%, produce macchine prevalentemente per i mercati del food and beverage e del personal care.
- IMA North America Inc., con sede in Leominster (USA), indirettamente posseduta al 100 % tramite la Packaging Systems Holding Inc., produce macchine per il conteggio di compresse e capsule e conseguente riempimento di flaconi, nonché macchine per riempimento liquidi in ambiente non sterile.
- IMA Life North America Inc., con sede a Tonawanda (USA), indirettamente posseduta al 100% tramite Packaging Systems Holdings Inc., produce macchine per la liofilizzazione soprattutto per il mercato farmaceutico.
- IMA Life The Netherlands B.V., con sede a Dongen (Olanda), posseduta da IMA S.p.A. al 100%, si occupa di assistenza tecnica per il mercato farmaceutico e cosmetico.
- IMA Life (Beijing) Pharmaceutical Systems Co. Ltd., con sede a Pechino (Cina), posseduta da IMA S.p.A. al 100%, produce macchine per la liofilizzazione soprattutto per il mercato farmaceutico e cosmetico.
- IMA Swiftpack Ltd., con sede in Alcester (UK), posseduta da IMA S.p.A. al 100%, produce macchine per il conteggio di compresse e capsule e conseguente riempimento di flaconi.
- IMA-PG India Pvt. Ltd., con sede a Mumbai (India), posseduta al 100% da IMA S.p.A., produce macchine blisteratrici ed astucciatrici rivolte ai mercati dei paesi emergenti.
- Tianjin IMA Machinery Co. Ltd., con sede in Tianjin (Cina), posseduta da IMA S.p.A. al 100%, si occupa di assistenza tecnica per il territorio cinese.
- Pharmasiena Service S.r.l., con sede a Siena, posseduta da IMA S.p.A. al 70%, è attiva nella progettazione e produzione di sistemi per il riempimento di fiale e siringhe in ambiente asettico.
- Corazza S.p.A., con sede a Bologna (Italia), posseduta da IMA S.p.A. al 100%, è leader mondiale nella produzione di macchine confezionatrici per dadi da brodo, formaggio fuso, burro, margarina e lievito.
- IMA Life (Shanghai) Pharmaceutical Machinery Co. Ltd., con sede a Shanghai (Cina), indirettamente posseduta al 86,29% tramite IMA Life (Beijing) Pharmaceutical Systems Co. Ltd., si occupa di progettazione, commercializzazione ed assistenza tecnica nel settore della fornitura completa di sistemi per il riempimento, in ambiente sterile, per prodotti farmaceutici liquidi e polveri e di sistemi di lavaggio e sterilizzazione.
- Ilapak International SA, con sede a Collina d’oro (Svizzera), posseduta da Transworld Packaging Holding S.p.A. al 100%, concepisce e produce macchine automatiche per il confezionamento flessibile alimentare e non.
- Ilapak Italia S.p.A., con sede a Foiano della Chiana (Arezzo), posseduta da Ilapak International SA al 100%, produce macchine automatiche per il packaging alimentare e non food mediante tecnologie verticali di confezionamento.
- Ilapak (Beijing) Packaging Machinery Co. Ltd., con sede a Beijing (Cina), posseduta da Ilapak Italia S.p.A. al 100%, produce macchine automatiche per il confezionamento alimentare.
- 'Delta Systems & Automation Llc', con sede a Lowell (USA), posseduta da Packaging Systems Holdings Inc. al 100%, produce linee per il confezionamento automatico.
- G.S. Coating Technologies S.r.l., con sede in Castel San Pietro Terme (BO), posseduta da IMA S.p.A. al 100%, produce macchine per il settore del coating di prodotti dell’industria farmaceutica, parafarmaceutica ed alimentare in forma solida.
- Benhil GmbH, con sede a Neuss (Germania), posseduta al 100% da IMA S.p.A., produce macchine avvolgitrici.
- Hassia Packaging Pvt. Ltd., con sede a Taluka Shirur Pune (India), posseduta al 100% da IMA Sp.A., produce macchine standard FFS e FS low cost.
- Teknoweb Converting S.r.l., con sede a Palazzo Pignano (CR), posseduta da IMA S.p.A. al 70%, produce macchine per la realizzazione di salviettine umidificate usa e getta (settore converting).
- IMA Medtech Switzerland SA, con sede a La Chaux de Fonds (Svizzera), indirettamente posseduta al 100% tramite Gima S.p.A., è leader nella progettazione, produzione e commercializzazione di macchine per l’assemblaggio di prodotti medicali per l’automedicazione, come inalatori, siringhe per insulina e sistemi per iniezioni.
- IMA Automation Malaysia Sdn. Bhd., con sede a Penang (Malesia), indirettamente posseduta al 100% tramite Gima S.p.A., è leader nella progettazione, produzione e commercializzazione di macchine per l’assemblaggio di prodotti medicali per l’automedicazione, come inalatori, siringhe per insulina e sistemi per iniezioni.
- IMA Automation USA Inc., con sede a Loves Park (USA), posseduta da Packaging Systems Holding Inc. al 100%, è leader nella progettazione, produzione e commercializzazione di macchine per l’assemblaggio di prodotti medicali per l’automedicazione, come inalatori, siringhe per insulina e sistemi per iniezioni.
- Telerobot S.p.A., con sede a Alessandria, indirettamente posseduta al 100% tramite Gima S.p.A., produce macchine per l’assemblaggio di materiali plastici nei settori caps and closures.
- IMA MAI S.A., con sede a Ciudad de Mar del Plata – Buenos Aires (Argentina), posseduta da IMA S.p.A. al 70%, produce macchine per il confezionamento di tè e tisane in sacchetti filtro.
- Mapster S.r.l., con sede a Collecchio (PR), indirettamente posseduta al 100% tramite Gima S.p.A., produce macchine per il riempimento e confezionamento capsule per il settore caffè (monouso).
- Eurosicma – Costruzioni Macchine Automatiche S.p.A., con sede a Milano, posseduta da IMA S.p.A. al 60%, produce e commercializza macchine automatiche ed impianti per il confezionamento orizzontale in flowpack e fold per l’industria alimentare, cosmetica e farmaceutica.
- Eurotekna S.r.l., con sede a Milano, indirettamente posseduta al 85,71% tramite Eurosicma – Costruzioni Macchine Automatiche S.p.A., produce e commercializza macchine automatiche e sistemi di alimentazione per prodotti da forno.
- Petroncini Impianti S.p.A., con sede a Modena, indirettamente posseduta al 80% tramite Gima S.p.A., progetta, realizza, installa e mette in funzione impianti completi per la lavorazione del caffè e di prodotti alimentari affini.
- Tissue Machinery Company S.p.A., con sede a Castel Guelfo (Bologna), posseduta da IMA S.p.A. al 82,5%, produce e commercializza macchine automatiche per il confezionamento e la gestione di prodotti Tissue e Personal Care e relativi servizi di assistenza post vendita.
- Ciemme S.r.l., con sede a Albavilla (Como), posseduta da IMA S.p.A. al 70%, produce e commercializza macchine automatiche per il fine linea.
- Valley Tissue Packaging Inc., con sede a Kaukauna (USA), indirettamente posseduta al 51% tramite TMC North America Inc.,  produce e commercializza macchine automatiche per il confezionamento e la gestione di prodotti Tissue e Personal Care e relativi servizi di assistenza post vendita.

#### Società commerciali
Tutte le società commerciali elencate, sono direttamente o indirettamente controllate da IMA S.p.A. e svolgono attività di assistenza tecnica e di commercializzazione dei prodotti fabbricati dalle società del Gruppo e da altre imprese terze, sui rispettivi territori di competenza.
- IMA Est GmbH, con sede in Vienna (Austria).
- IMA France E.u.r.l., con sede in Rueil-Malmaison (Francia).
- IMA Iberica Processing and Packaging S.L., con sede in Barcellona (Spagna).
- IMA UK Ltd., con sede in Alcester (UK).
- IMA Germany GmbH, con sede in Colonia (Germania).
- IMA Packaging & Processing Equipment (Beijing) Co. Ltd., con sede a Pechino (Cina).
- IMA Packaging Technology India Pvt. Ltd. con sede a Thane (India).
- IMA Pacific Co. Ltd., con sede in Bangkok (Tailandia).
- IMA Life Japan KK con sede a Tokyo (Giappone).
- Imautomatiche Do Brasil Indústria e Comércio de Máquinas Ltda., con sede a San Paolo (Brasile).
- IMA Industries OOO con sede a Mosca (Russia).
- IMA Industries GmbH (in liquidazione) con sede a Francoforte sul Meno (Germania).
- Ilapak Sp. z o.o., con sede a Cracovia (Polonia).
- Ilapak do Brazil Máquinas de embalagem Ltda., con sede a San Paolo (Brasile).
- Ilapak Ltd., con sede a Uxbridge Londra (UK).
- Ilapak France SA, con sede a Lognes Parigi (Francia).
- Ilapak SNG OOO, con sede a Mosca (Russia).
- Ilapak Israel Ltd., con sede a Caesarea (Israele).
- Ilapak Verpackungsmachinen GmbH, con sede a Haan (Germania).
- Ilapak Inc., con sede a Newtown (USA).
- Teknoweb N.A. llc, con sede a Loganville Atlanta (USA).
- IMA Fuda (Shanghai) Packaging Machinery Co. Ltd., con sede a Shanghai (Cina).
- Petroncini International Trading (Shanghai) Co. Ltd., con sede a Shanghai (Cina).
- Asset Management Service S.r.l., con sede in Castel Guelfo Bologna (BO).
- TMC North America Inc., con sede in Kaukauna WI (USA).
- TMC Do Brasil Industria de Maquinarios e Servicos Ltda., con sede in Valinhos (Brasile).

#### Società finanziarie
- Packaging Systems Holdings Inc. con sede in Wilmington – Delaware (USA), posseduta da IMA S.p.A. al 100%, è la società controllante di IMA North America Inc. (USA), di IMA Life North America Inc. (USA), di IMA Industries North America Inc. (USA), di IMA Automation USA Inc. (USA) e di Delta Systems & Automation Llc.
- Transworld Packaging Holding S.p.A., con sede ad Ozzano dell'Emilia (Bologna), posseduta da IMA S.p.A. al 81%, è la società capofila del gruppo Ilapak controllante diretta di Ilapak International SA (Svizzera) e Ilapak do Brazil Máquinas de embalagem Ltda (Brasile).
- Tekno NA Inc., con sede a Atlanta (USA), posseduta da Teknoweb Converting S.r.l. al 100%, è la società controllante di Teknoweb N.A. Llc (USA).

#### Società diverse
- P.M.I. S.r.l., con sede in Castenaso (Bologna), posseduta da IMA S.p.A. al 100%, svolge attività nel settore della meccanica.
- Dreamer S.r.l., con sede a Bologna, indirettamente posseduta al 90% tramite Gima S.p.A.
- Società del Sole S.r.l., con sede a Ozzano dell’Emilia (Bologna) è posseduta da IMA S.p.A. al 100%.
- Digidoc S.r.l., con sede a Ozzano dell’Emilia (Bologna) è posseduta da Packaging Manufacturing Industry S.r.l. al 80%.
- O.A.SYS. Open Automation System S.r.l., con sede a Segrate (MI) indirettamente posseduta al 70% tramite Eurosicma – Costruzioni Macchine Automatiche S.p.A..

## Amministrazione
Il consiglio di amministrazione è composto da quattordici membri, in carica sino ad approvazione del bilancio al 31/12/2020, con Alberto Vacchi nel ruolo di presidente e amministratore delegato esecutivo. Marco Vacchi ricopre il ruolo di presidente onorario.
Il collegio sindacale è in carica sino ad approvazione del bilancio al 31/12/2018.

## Principali azionisti
Alla data del 14 giugno 2016 il capitale sociale è pari a 20 415 200,00 € ed è suddiviso in 39 260 000 azioni ordinarie di valore nominale pari a 0,52 €.
- SO.FI.M.A. Società Finanziaria Macchine Automatiche S.p.A. - 56,789% (22 295 194 azioni sociali)[13]
  - Lopam Fin (Dichiarante) - 50%
  - Cofiva (Dichiarante) - 24,65%
    - Cofiva Holding - 99,9%
      - Gianluca Vacchi - 55%[14]
- Hydra S.p.A. - 2,003%  (737 665 azioni sociali)

Il 14 gennaio 2024  Gianluca Vacchi cede la propria quota di azioni IMA, pari al 13,2%, in cambio di un corrispettivo di 700 milioni di euro.